# Kreis Pyrmont
| Basisdaten                              | Basisdaten           |
| --------------------------------------- | -------------------- |
| Land                                    | Waldeck              |
| Kreisstadt                              | Bad Pyrmont          |
| Bestandszeitraum                        | 1850–1922            |
| Fläche                                  | 65,53 km² (1910)     |
| Einwohner                               | 9.349 (1910)         |
| Bevölkerungsdichte                      | 143 Einw./km² (1910) |
| Gemeinden                               | 11 (1910)            |
| Lage des Kreises Pyrmont                |                      |
| Lage des Kreises Pyrmont (gelb gefärbt) |                      |

Der Kreis Pyrmont war ein Landkreis, der von 1850 bis 1922 existierte. Er wurde am 27. April 1850 im Fürstentum Waldeck-Pyrmont gegründet, entsprach räumlich der Grafschaft Pyrmont und ging mit dem Wechsel in die preußische Provinz Hannover am 1. April 1922 im neuen Landkreis Hameln-Pyrmont auf.

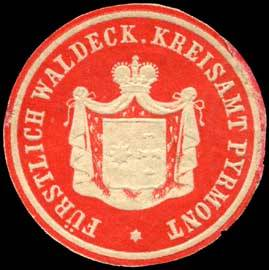
Siegelmarke Fürstlich Waldecker Kreisamt Pyrmont

## Gemeinden
Dem Kreis gehörten zum 1. Dezember 1910 die folgenden Gemeinden an, in denen insgesamt 9.349 Personen lebten. Heute gehören alle der genannten Kommunen zu Bad Pyrmont, das damals noch ohne den Zusatz „Bad“ geführt wurde.
| Kommunen | Kommunen    | 9.349         |
| #        | Kommune     | Einwohnerzahl |
| -------- | ----------- | ------------- |
| 1        | Ösdorf      | 2.426         |
| 2        | Holzhausen  | 2.397         |
| 3        | Pyrmont     | 1.561         |
| 4        | Hagen       | 627           |
| 5        | Löwensen    | 505           |
| 6        | Baarsen     | 421           |
| 7        | Thal        | 382           |
| 8        | Neersen     | 376           |
| 9        | Eichenborn  | 248           |
| 10       | Großenberg  | 231           |
| 11       | Kleinenberg | 175           |

## Sitz der Kreisverwaltung
Die Kreisverwaltung befand sich in Pyrmont (ab 1914 Bad Pyrmont).

## Umgliederung und Auflösung des Kreises

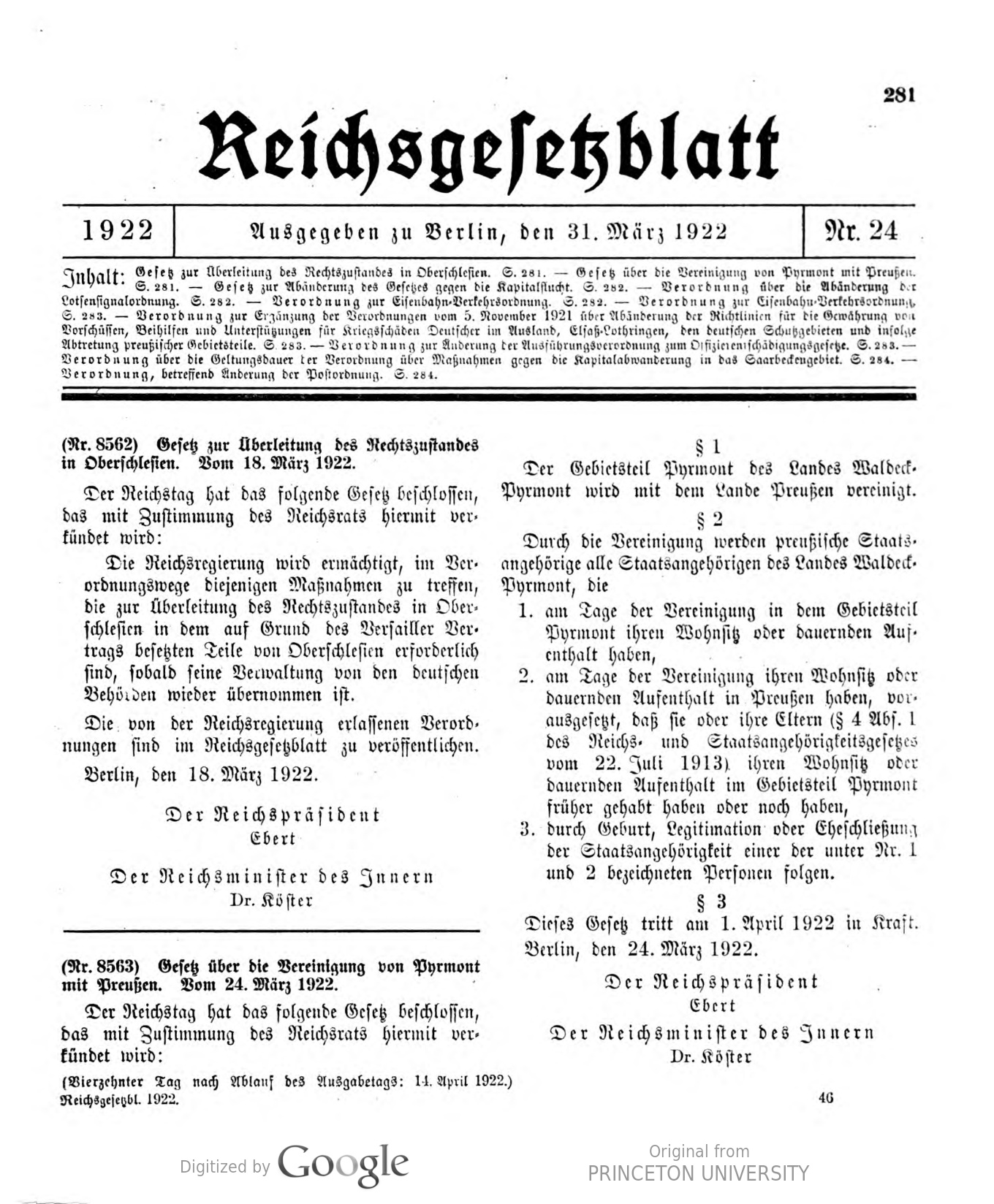
Gesetz über die Vereinigung von Pyrmont mit Preußen

Am 1. April 1922 wurde der Kreis Pyrmont anlässlich der Eingliederung des bisher waldeckischen Landesteils Pyrmont in die preußische Provinz Hannover in den neuen Landkreis Hameln-Pyrmont eingegliedert. Das Gebiet der heutigen Stadt Bad Pyrmont ist weitgehend deckungsgleich mit dem damaligen Kreis Pyrmont.

## Kreisrat/Kreisamtmann/Landrat
- 1850–1859: Carl Herwig (1802– 22. Juni 1863)
- 1859–1869: Hermann Neumann
- 1869–1876: (Kreissekretär) Walther Herwig
- 1876–1893: Gustav von Gersdorff
- 1893–1909: Moritz von Hundelshausen
- 1909–1920: Bernhard Hoffmann
- 1920–1922: (Regierungsassessor) Friedrich Scheuermann